# Tombe du Soldat inconnu (France)
Pour les articles homonymes, voir Tombe du Soldat inconnu.
La tombe du Soldat inconnu est une sépulture installée à Paris sous l'arc de triomphe de l'Étoile depuis le 11 novembre 1920. Elle accueille le corps d'un soldat, mort lors de la Première Guerre mondiale et non officiellement reconnu français, pour commémorer symboliquement l'ensemble des soldats qui sont morts pour la France au cours de l'histoire.
La sépulture, entourée de bornes de métal noir reliées entre elles par des chaînes, se compose d'une dalle de granite de Vire sur laquelle est inscrite l'épitaphe : « Ici repose un soldat français mort pour la Patrie, 1914-1918 ». En 1923, une flamme éternelle est ajoutée, ravivée tous les jours à 18 h 30. Après la Seconde Guerre mondiale, est installé au pied de la tombe un bouclier de bronze chargé d'un glaive enflammé, offert par les Alliés à la gloire des armées françaises et en mémoire de la libération de Paris.
L'expression « dalle sacrée », popularisée par le général Weygand, est utilisée par les associations d'anciens combattants pour désigner le tombeau et sa flamme. La garde du monument est assurée en permanence par un service spécialisé de la Police nationale.

## Contexte

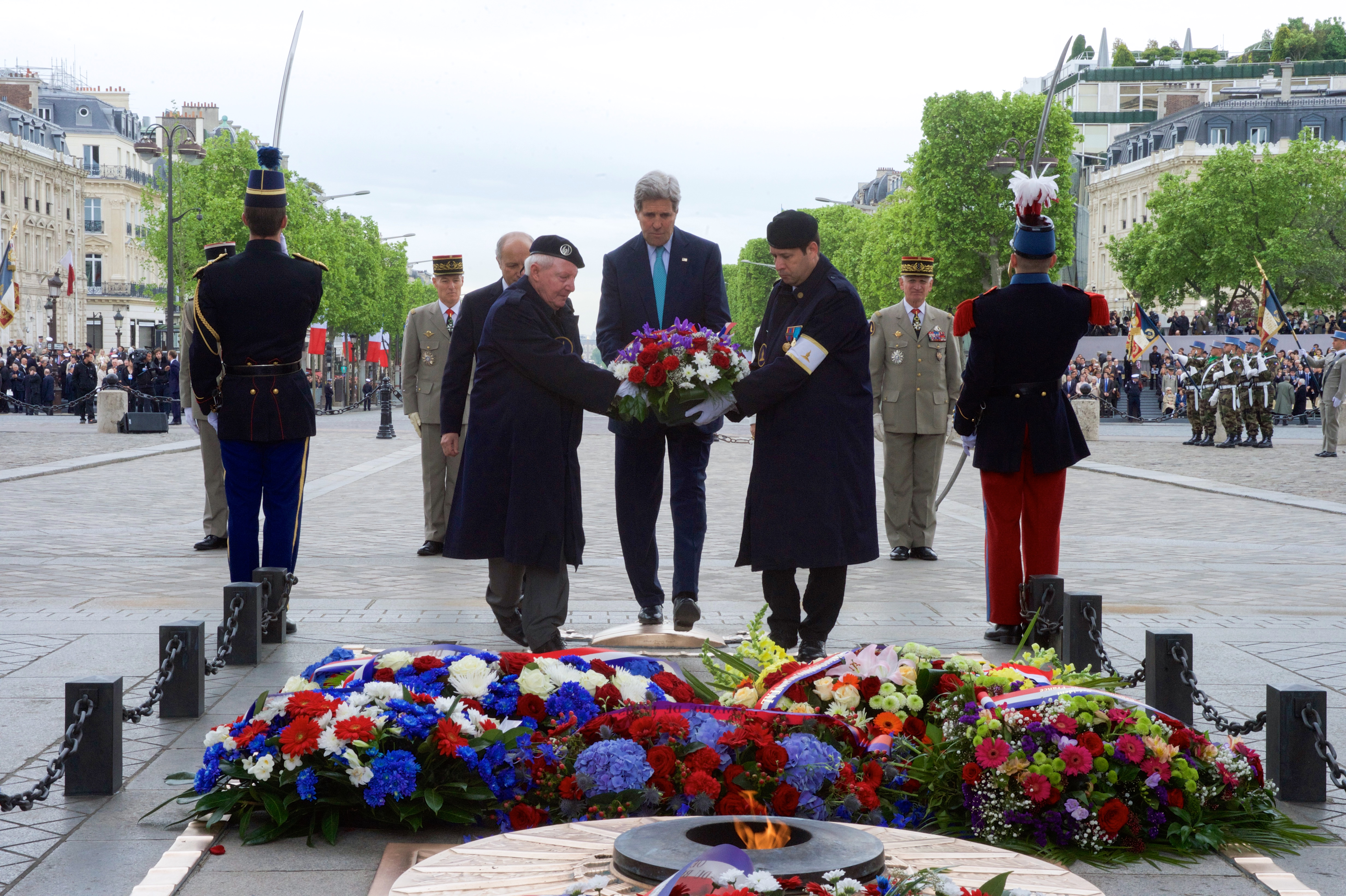
Dépôt d’une gerbe par le secrétaire d'État américain, John Kerry, le 8 mai 2015.

Dès la première année de la Grande Guerre, de nombreux projets pour honorer les morts voient le jour. Ainsi se multiplient les plaques, les livres d'or. La mention « mort pour la France » est instituée par la loi du 2 juillet 1915.
Dans un discours au cimetière de l'Est à Rennes le 26 novembre 1916, François Simon, président de la section locale du Souvenir français (association fondée en 1887 pour entretenir le souvenir des morts de la guerre franco-prussienne de 1870), évoque le premier l'idée « d'ouvrir les portes du Panthéon à l'un des combattants ignorés morts bravement » :

« Pourquoi la France n'ouvrirait-elle pas les portes du Panthéon à l'un de nos combattants ignorés, mort bravement pour la patrie, avec, pour inscription sur la pierre, deux mots  : « un soldat »  ; deux dates  : « 1914-1917 » ?  Cette inhumation d'un simple soldat sous ce dôme, où reposent tant de gloire et de génies, serait comme un symbole ; et plus, ce serait un hommage rendu à l'armée française tout entière,. »

L'idée ne se concrétise véritablement qu'après la fin du conflit, mais elle prend d'abord la forme d'un livre d'or rappelant tous les morts de la guerre : ce livre serait placé au sein du Panthéon. Elle chemine grâce à la presse et, le 19 novembre 1918, le député d'Eure-et-Loir Maurice Maunoury fait une proposition de loi dans ce sens. La Chambre des députés adopte finalement le 12 septembre 1919 la proposition d'inhumer « un déshérité de la mort » au Panthéon.
Mais le gouvernement a d'autres projets : profiter du deuxième anniversaire de l'armistice pour célébrer le cinquantenaire de la Troisième République et porter le cœur de Gambetta au Panthéon. Il s'agit de donner un sens de continuité aux deux conflits, celui de 1870 perdu et celui de 14-18 gagné, pour asseoir la victoire de la France sur l'Allemagne. Les deux projets — celui porté par l'exécutif et celui porté par la Chambre — alimentent un clivage politique d'autant plus perceptible que les tensions sont fortes entre le pouvoir, décidé à célébrer la victoire de son régime, et les anciens combattants blessés ou traumatisés. Ces derniers préfèrent une cérémonie à l'Arc de triomphe dédiée aux militaires tombés pour la patrie plutôt qu'une cérémonie au Panthéon, lieu qui honore davantage les gloires politiques et civiles. Finalement, le 8 novembre 1920, la Chambre transige en proposant comme sépulture l'Arc de triomphe, réservant le Panthéon au seul Gambetta. La loi est adoptée à l'unanimité par la Chambre des députés et le Sénat,.
C'est André Maginot, ministre des Pensions et lui-même mutilé de guerre, qui préside la cérémonie de choix du soldat à inhumer. Elle se déroule dans le lieu mythique de la Première Guerre mondiale : la citadelle de Verdun.

## Choix du Soldat inconnu

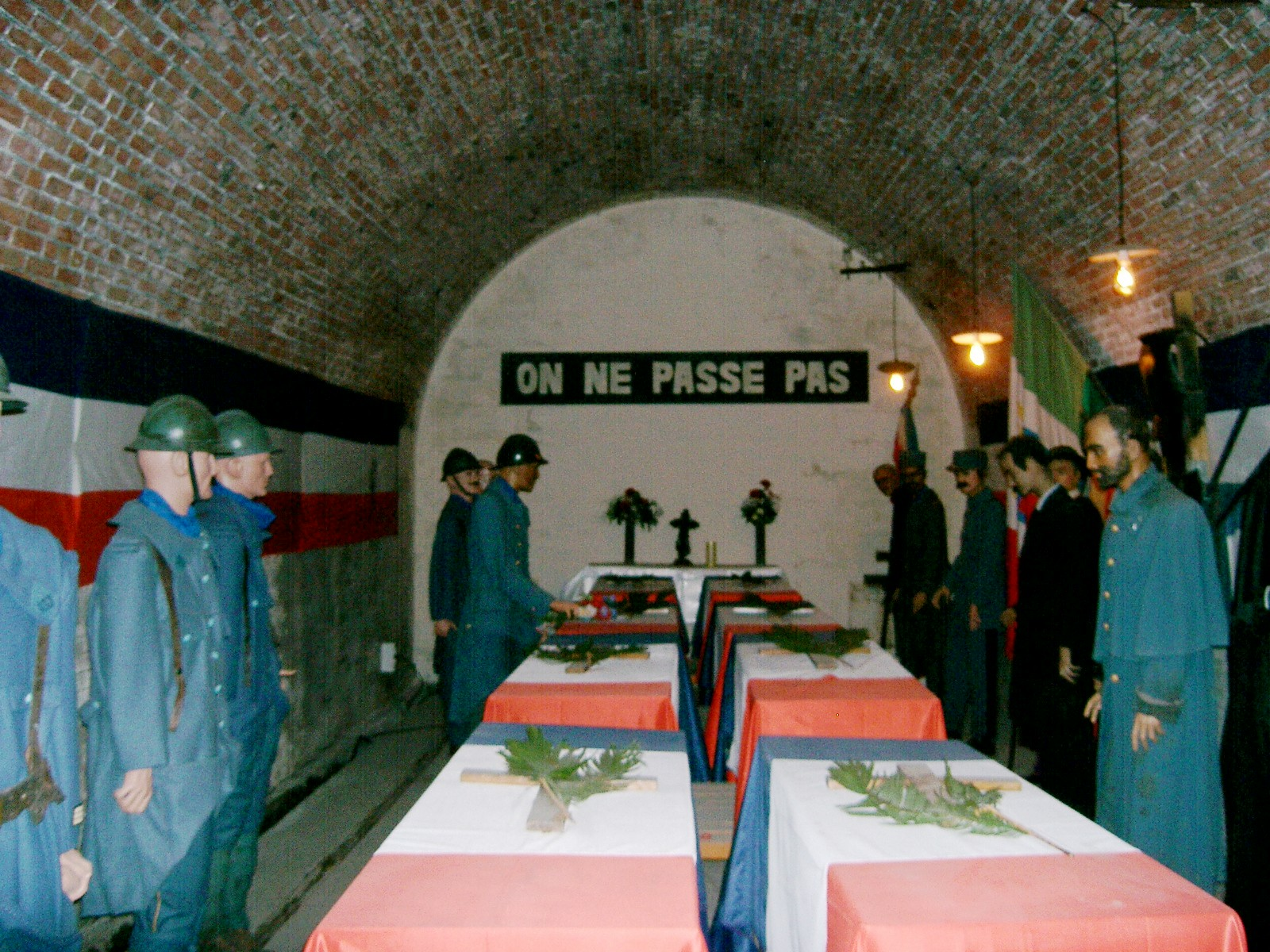
Choix du Soldat inconnu (reconstitution à Verdun).

Le 8 novembre 1920, Auguste Thin, soldat de deuxième classe au 132e régiment d'infanterie, alors âgé de 21 ans, est chargé de désigner le soldat inconnu qui reposera sous l'arc de triomphe. Auguste Thin sera plus tard un des Mille.
Huit corps de soldats ayant servi sous l'uniforme français mais n'ayant pu être identifiés sont exhumés dans les huit régions où s'étaient déroulés les combats les plus meurtriers : en Flandres, en Artois, dans la Somme, en Île-de-France, au Chemin des Dames, en Champagne, à Verdun et en Lorraine. Initialement, neuf soldats et neuf secteurs avaient été retenus, mais dans l’un d’eux, aucun des corps exhumés n’offrait la garantie d’être français.
Le 9 novembre 1920, les huit cercueils de chêne sont transférés à la citadelle de Verdun, dans une casemate où ils sont plusieurs fois changés de place pour préserver l'anonymat de leur provenance.
Le 10 novembre, les cercueils sont placés sur deux colonnes de quatre dans une chapelle ardente dont la garde d'honneur est confiée à une compagnie du 132e régiment d'infanterie. André Maginot, ministre des Pensions, s'avance alors vers un des jeunes soldats qui assure la garde d'honneur, Auguste Thin, engagé volontaire de la classe 1919.

Il lui tend un bouquet d'œillets blancs et rouges, et lui expose le principe de la désignation : le cercueil sur lequel ce jeune soldat déposera le bouquet sera transféré à Paris et inhumé sous l'arc de triomphe. 

« Il me vint une pensée simple. J'appartiens au 6e corps. En additionnant les chiffres de mon régiment, le 132, c'est également le chiffre 6 que je retiens. Ma décision est prise : ce sera le 6e cercueil que je rencontrerai. »

— Auguste Thin
Partant par la droite, Auguste Thin fait un tour, puis il longe les quatre cercueils de droite, tourne à gauche, passe devant le 5e et s'arrête devant le 6e cercueil, sur lequel il dépose son bouquet, puis se fige au garde-à-vous.
L'ensemble de l'évènement et de la recherche du soldat sont reproduits dans le film de Bertrand Tavernier La Vie et rien d'autre (1989).

## Inhumation

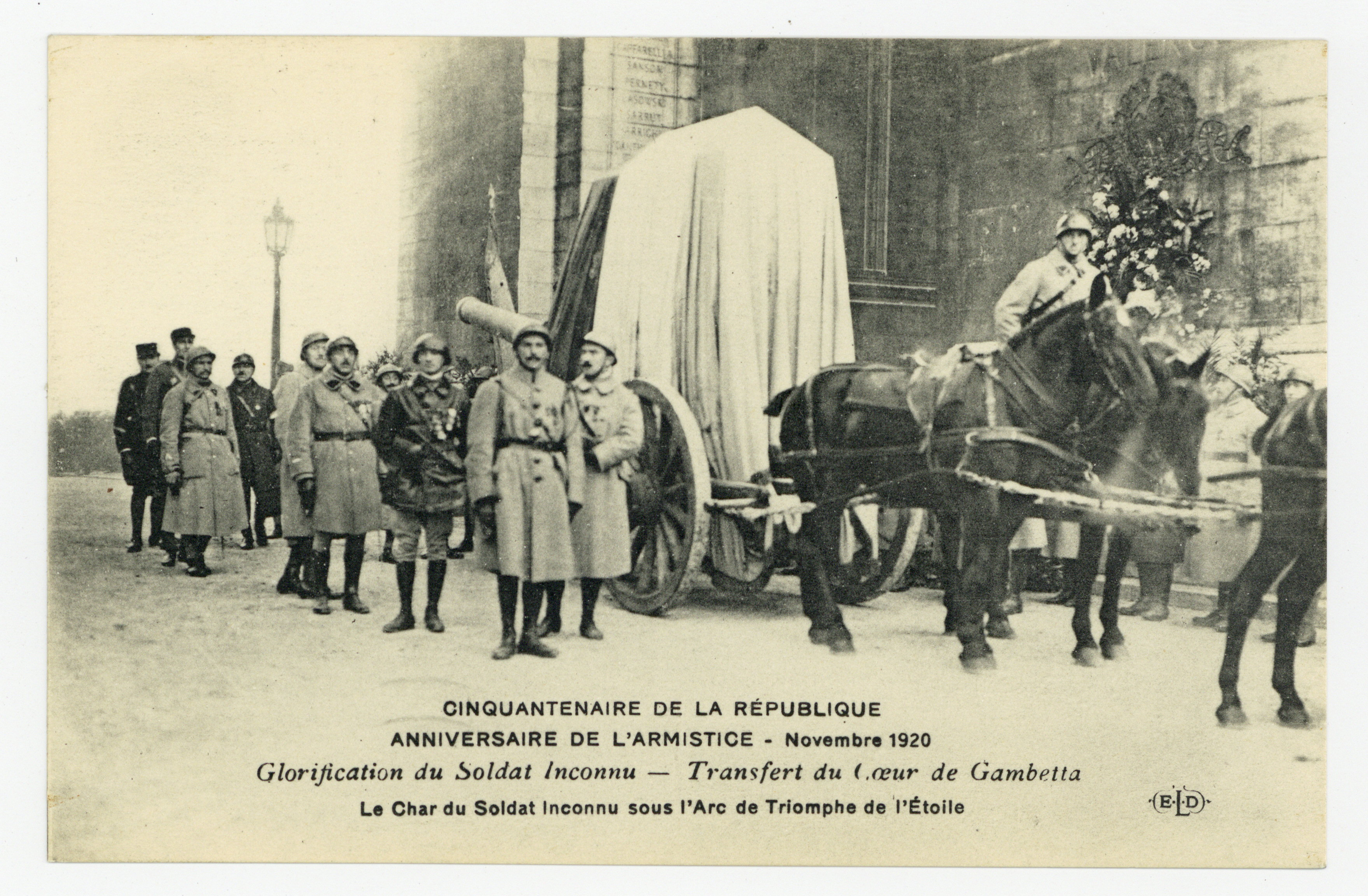
Photo du 11 novembre 1920.

Après le choix du deuxième classe Auguste Thin le 10 novembre 1920, le cercueil du Soldat inconnu quitte Verdun dans la foulée sous escorte militaire. Il est transporté par train à Paris au Panthéon, où le président de la République, Alexandre Millerand, prononce une allocution. Veillé toute la nuit place Denfert-Rochereau, le cercueil fait une entrée solennelle sous l'Arc de triomphe, le 11 novembre 1920, placé sur la prolonge d’artillerie d’un canon de 155, mais n'est mis en terre que le 28 janvier 1921, en présence des autorités civiles et militaires, dont les maréchaux qui se sont illustrés lors de la Première Guerre mondiale (Foch, Joffre et Pétain). Sont également présents : le ministre belge des Affaires étrangères, Henri Jaspar, le Premier ministre britannique, David Lloyd George, et un représentant du Portugal. À 8 h 30 du matin, les troupes présentent les armes. Le ministre de la Guerre, Louis Barthou, s’incline devant le cercueil et déclame : « Au nom de la France pieusement reconnaissante et unanime, je salue le Soldat inconnu qui est mort pour elle ».
Les sept autres dépouilles non choisies lors de la cérémonie du 10 novembre 1920 reposent au cimetière militaire du Faubourg Pavé, près de Verdun, dans le « Carré des sept inconnus ».

## Flamme éternelle

### Symbolique

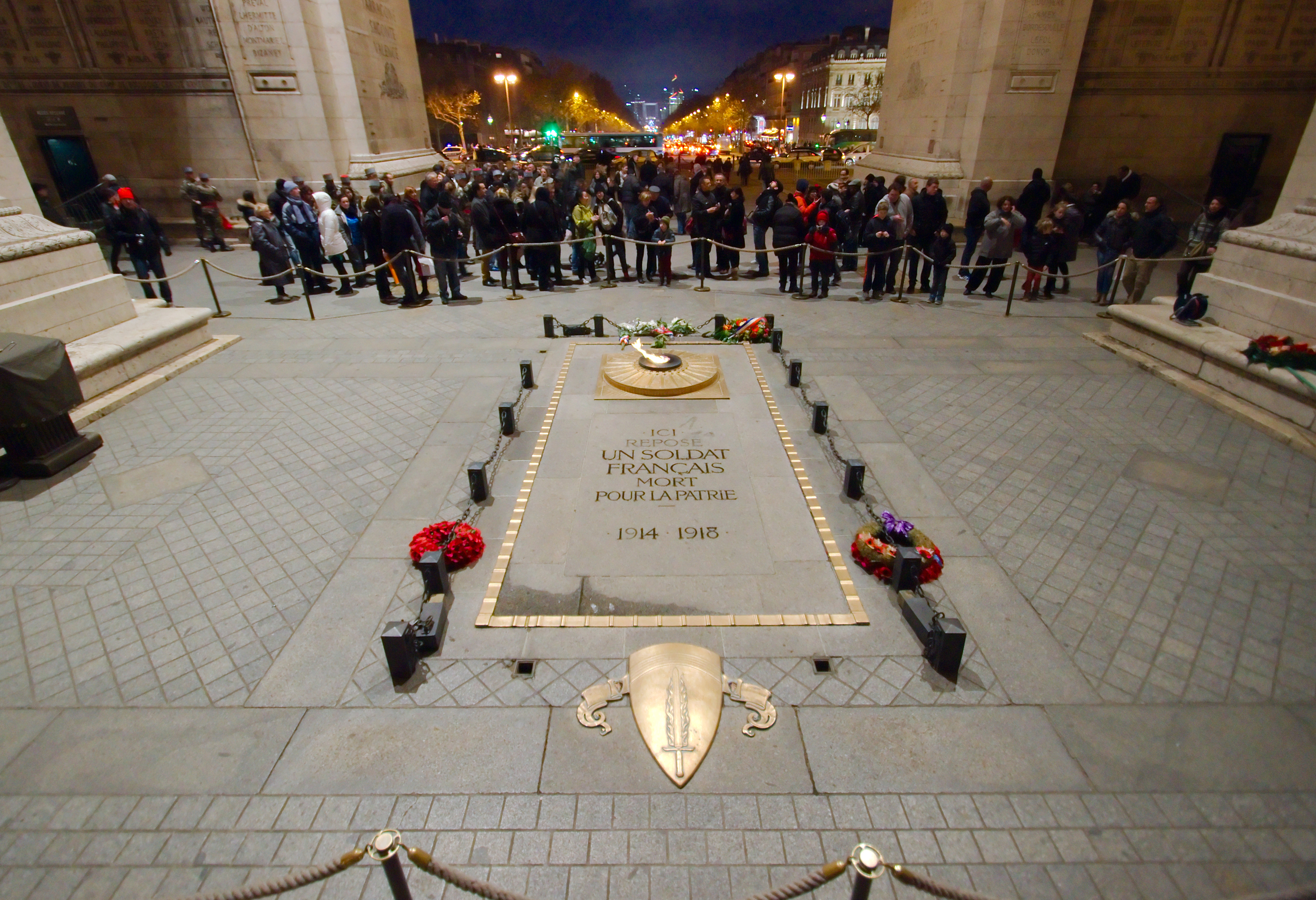
La flamme éternelle sur la tombe du Soldat inconnu jaillit d'une gueule de canon pris à l'ennemi, placée au centre d'un bouclier de bronze, d'où rayonne une frise de glaives ciselés.

L'idée de faire brûler une flamme en permanence est tout d'abord émise début 1921 par Emille Boissy, journaliste à l'Intransigeant[réf. nécessaire], et par le sculpteur ariégeois Grégoire Calvet. C'est finalement Augustin Beaud qui initia son installation en référence à la petite lampe qui illuminait le cimetière de Panossas, où il vécut dans son enfance, car il trouvait le site austère au regard du symbole qu'il représente. Il soumet alors l'idée au général Henri Gouraud, gouverneur militaire de Paris puis au conseil municipal qui l'approuve. Initialement conçue pour être allumée tous les 11 novembre, les journalistes Gabriel Boissy et Jacques Péricard proposèrent en octobre 1923 de la raviver chaque jour à 18 h 30 par des anciens combattants et l'opinion publique soutint ce projet. L'architecte Henri Favier, témoin dans son enfance des feux follets des cimetières, dessina la bouche à feu (gueule d'un canon braqué vers le ciel, encastré au centre d'une sorte de rosace représentant un bouclier renversé dont la surface ciselée est constituée par des glaives formant une étoile) qui fut réalisée par le ferronnier d'art Edgar Brandt.
La flamme sacrée sous l'arc de triomphe fut ainsi allumée pour la première fois le 11 novembre 1923 à 18 h par André Maginot, en présence du général Gouraud. Alors que le ministre de la Guerre allumait la flamme à l'aide d'un tampon d'étoupe au bout d'un fleuret, des troupes du 5e régiment d'infanterie présentaient les armes et la musique jouait la Marche funèbre de Chopin. Le 81e régiment d'infanterie de ligne (surnommé « régiment de la flamme ») ravivait chaque année, en déléguant un piquet d'honneur, la flamme du Soldat inconnu. Ce régiment, transféré à Montpellier en 1983 et devenu régiment de manœuvre de l'École d'application de l'infanterie, a été dissous en 1995.

### Cérémonie du ravivage

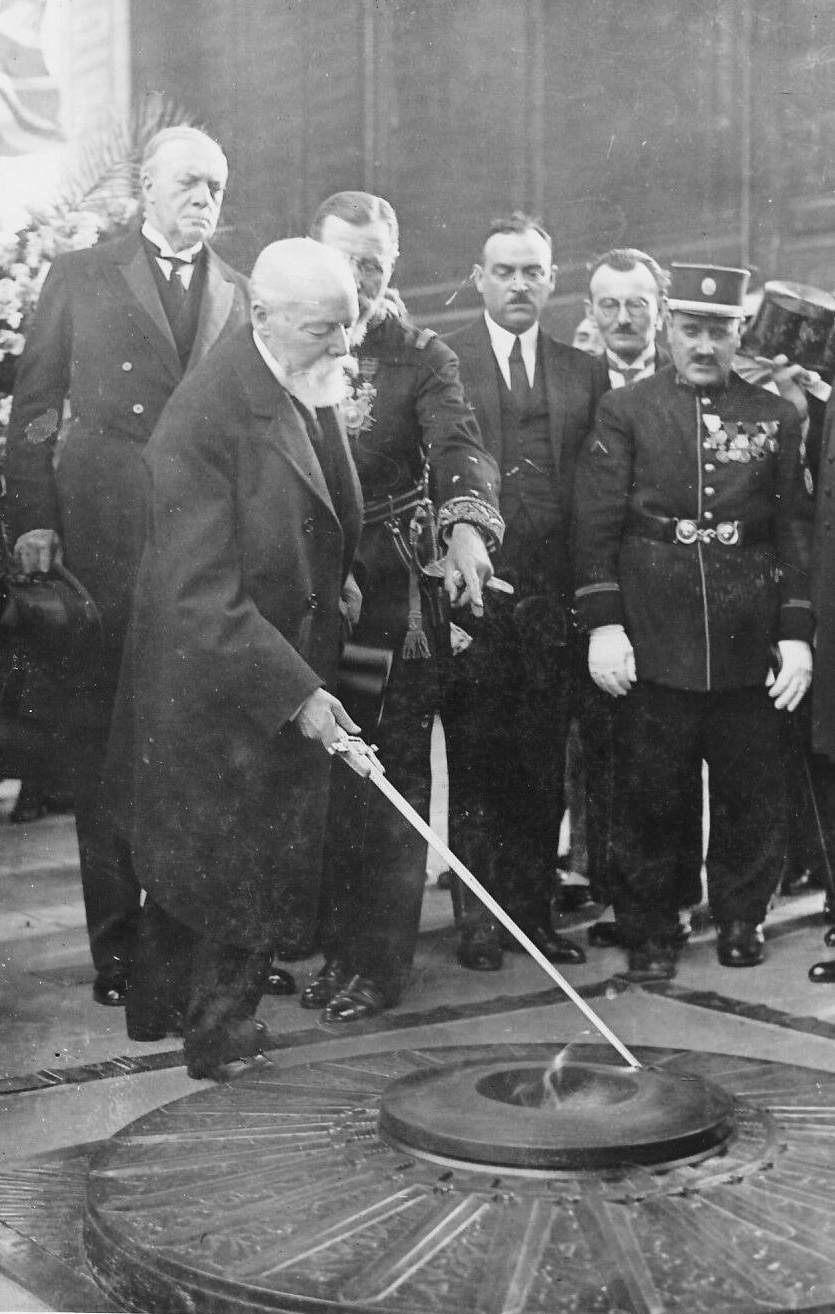
Le président de la République, Paul Doumer, ravivant la flamme sur la tombe en 1931.

À l'appel de Jacques Péricard, le ravivage de la flamme sur la tombe du Soldat inconnu a lieu chaque soir depuis 1923 à 18 h 30. Il est assuré par le Comité de la Flamme (représentant 760 associations d'anciens combattants) ou des associations dont le civisme est reconnu. Le ravivage se déroule selon un cérémonial précis : défilé jusque sous l'arc de triomphe, porteurs de gerbes en tête, suivis des porte-drapeaux et des membres de l'association ; disposition ordonnancée autour de la Dalle sacrée, mise en place du drapeau de « La Flamme », du clairon et du tambour de la Garde républicaine ; montée du Commissaire de la Flamme et des présidents d'Associations accompagnée par la sonnerie « La Flamme » pour la dépose de gerbes ; ravivage par un glaive qui ouvre un peu plus la trappe de la flamme pendant que la sonnerie Aux Morts retentit, que les drapeaux s'inclinent et qu'une minute de silence est observée ; signature du livre d'or, salutations des membres alignés le long de la dalle (personnalités politiques, anciens combattants, porte-drapeaux, pensionnaires de l'Institution nationale des Invalides, présidents des associations), écoute au « pied » de la tombe de l'hymne Honneur au Soldat inconnu ; raccompagnement aux chaînes par le Commissaire de service alors que la musique sonne La Flamme.
Des cérémonies particulières ont lieu les 8 mai et 11 novembre (jour du Souvenir).
Fondée en 1925 et déclarée le 16 octobre 1930, l’association « La Flamme sous l’arc de Triomphe » désigne le général Gouraud, mutilé de guerre et gouverneur militaire de Paris, comme son premier président ; il occupe cette fonction jusqu’à sa mort en 1946. La présidence est ensuite assurée par :
- décembre 2012 : Bruno Dary, général d'armée de deuxième section, ancien commandant de la Légion étrangère et gouverneur militaire de Paris ;
- 24 mars 2022 : Christophe de Saint Chamas, général de corps d'armée, gouverneur des Invalides[28].

## Événements liés
Le 23 août 1927, l’exécution des anarchistes Sacco et Vanzetti provoque des émeutes en France, au Japon, en Afrique du Sud. À Paris, la tombe est profanée lors de l'émeute ; cet événement est à l'origine de la création des Croix-de-Feu.
Le 26 août 1970, une dizaine de femmes appartenant au Mouvement de libération des femmes vont déposer sous l'arc de triomphe une gerbe « à la femme du Soldat inconnu ». Certaines des banderoles arborées ce jour-là avaient pour slogan : « Il y a plus inconnu que le soldat inconnu : sa femme ». Il s'agit de la première action médiatique du mouvement.
En 1932, la commune de Cucq veut également honorer son « soldat inconnu », à la suite d'une erreur qui a conduit à inhumer deux fois (sic) un même Poilu dans le caveau familial. C'est pour éviter qu'il y ait un autre soldat inconnu que celui de Paris que le ministre des pensions donnera finalement son veto en dernière minute.

## Dans les autres pays
Une tombe du Soldat inconnu britannique est inaugurée à Londres le même jour qu'en France.
 Au total, 28 autres pays possèdent une tombe du Soldat inconnu.

## Dans la culture populaire
Georges Brassens en 1972 évoque le Soldat inconnu dans le cinquième couplet de sa chanson Fernande :
À l'Étoile où j'étais venu

Pour ranimer la flamme

J'entendis ému jusqu'aux larmes

La voix du Soldat inconnu